# François Emmanuel Toulongeon
François-Emmanuel Toulongeon, ou François Emmanuel d'Emskerque, vicomte de Toulongeon, né le 3 décembre 1748, mort le 23 décembre 1812, est un historien et homme politique français, député aux États généraux de 1789, membre de l'Institut national et auteur d'une Histoire de la Révolution de 1789. 

## Biographie
Né au château de Champlitte, François Emmanuel est le troisième fils du comte François-Joseph de Toulongeon et d'Anne Prosper Cordier Delaunay, après René Hippolyte (1739-1794) et Edmé Alexandre (1741-1823).
il suit d'abord la carrière des armes, qu'il quitte avec le grade de colonel en 1789. Dans le même temps, il se fait connaître pour ses activités littéraires et il est élu à l'Académie de Besançon en 1779. Dans son discours de réception, il fait l'éloge de Voltaire et de Fontenelle.
En 1788, il publie des Principes naturels et constitutifs des assemblées nationales qui lui permettent d'être élu député de la noblesse pour le bailliage d'Aval à Lons-le-Saunier aux États généraux de 1789. Il est l'un des premiers parmi les nobles à se réunir au tiers état le 25 juin 1789. Pendant son mandat de député, il s'occupe principalement de questions militaires. Après la fin de l'Assemblée constituante en 1791, il reprend brièvement sa carrière militaire, mais il démissionne de l'armée le 20 avril 1792, le même jour que  son frère Edmé Alexandre, et se retire à la campagne.
François Emmanuel Toulongeon revient à la vie publique en l'an IV (1796). Il publie un Manuel révolutionnaire qui lui vaut d'être élu à l'Institut national en 1797, dans la première section de la classe des sciences morales et politiques, aux côtés des Idéologues Cabanis, Ginguené et Volney. Il commence alors à s'intéresser à l'écriture de l'histoire.
En 1797, il épouse Luce-Antoinette-Émilie Bertaux, fille du peintre Jacques Bertaux. 
Il publie son Histoire de la Révolution de 1789 entre 1801 et 1810.
Il est député au Corps législatif par le département de la Nièvre en 1802 et 1809.
En 1802, il s'intéresse à l'économie et propose une analyse moderne de la situation monétaire du Consulat.

## Lettres de la Vendée
En mars 1801 sont publiées les Lettres de la Vendée signée madame Éie. T***, c’est-à-dire Émilie Toulongeon, son épouse. L’attribution du volume est discutée, Antoine-Alexandre Barbier dans son Dictionnaire des ouvrages anonymes et pseudonymes considère François-Emmanuel comme l’auteur tandis que Pierre-Philippe Grappin, dans sa Notice historique sur la vie et les ouvrages de M. le Général de Toulongeon, affirme qu’il n’est que l’éditeur de ces lettres.

## Œuvres
- Principes naturels et constitutifs des assemblées nationales, 1788.
- Opinion de M. le vicomte de Toulongeon sur l'organisation de l'armée, s. d.
- Éloge véridique de François-Apolline de Guibert, Paris, Lejai, 1790.
- Manuel révolutionnaire, ou pensée morales sur l'état politique des Peuples en révolution, Paris, Du Pont, an IV.
- « De l'influence du régime diététique d'une nation sur son état politique », lu le 2 fructidor an V, Mémoires de l'Institut national des sciences et arts. Sciences morales et politiques, Paris, Baudouin, t. III, prairial an IX, p. 102-113.
- Histoire de France depuis la Révolution de 1789, Paris, Treuttel et Würtz, 1801-1810 (4 volumes in-4° et 7 volumes in-8°), [lire en ligne]
- Manuel du Muséum français, avec une description analytique et raisonnée de chaque tableau, Paris, Treuttel et Würtz, 1802-1808.
- Éloge historique de A. G. Camus, Paris, Baudouin, 1806.
- Les Commentaires de César (traduction), Paris, Verdière, Magimel, 1813, 2 vol.

## Études
- Olivier Ritz, « Toulongeon, un écrivain au tournant des Lumières », dans Les Métaphores naturelles dans le débat sur la Révolution, Paris, Classiques Garnier, 2016, 371 p. (ISBN 978-2-406-05928-8, présentation en ligne), p. 261-293
- Alphonse Aulard, Études et leçons sur la Révolution française, Paris, Félix Alcan, 1910 (lire en ligne), p. 110-128
- P. Lachaux, Les Seigneurs de Champlitte. Les Toulongeon, Nemours, Imprimerie André Lescot, 1947
- Guy Thuillier, La Monnaie de France au début du XIXe siècle, Genève, Librairie Droz, 1983, 450 p. (lire en ligne), « Les idées monétaires du vicomte de Toulongeon », p. 205-214
- Marie-Nicolas Bouillet  et Alexis Chassang (dir.), « François Emmanuel Toulongeon » dans Dictionnaire universel d’histoire et de géographie, 1878 (lire sur Wikisource)
- Pierre-Philippe Grappin, Notice historique sur la vie et les ouvrages de M. le général de Toulongeon,... lue par M. le secrétaire perpétuel en séance publique de la Société académique de Besançon, le 14 août 1813., 1813 (lire en ligne)